# STUB1
STUB1 (англ. STIP1 homology and U-box containing protein 1) – білок, який кодується однойменним геном, розташованим у людей на короткому плечі 16-ї хромосоми. Довжина поліпептидного ланцюга білка становить 303 амінокислот, а молекулярна маса — 34 856.
| 10         |  | 20         |  | 30         |  | 40         |  | 50         |
| ---------- |  | ---------- |  | ---------- |  | ---------- |  | ---------- |
| MKGKEEKEGG |  | ARLGAGGGSP |  | EKSPSAQELK |  | EQGNRLFVGR |  | KYPEAAACYG |
| RAITRNPLVA |  | VYYTNRALCY |  | LKMQQHEQAL |  | ADCRRALELD |  | GQSVKAHFFL |
| GQCQLEMESY |  | DEAIANLQRA |  | YSLAKEQRLN |  | FGDDIPSALR |  | IAKKKRWNSI |
| EERRIHQESE |  | LHSYLSRLIA |  | AERERELEEC |  | QRNHEGDEDD |  | SHVRAQQACI |
| EAKHDKYMAD |  | MDELFSQVDE |  | KRKKRDIPDY |  | LCGKISFELM |  | REPCITPSGI |
| TYDRKDIEEH |  | LQRVGHFDPV |  | TRSPLTQEQL |  | IPNLAMKEVI |  | DAFISENGWV |
| EDY        |  |            |  |            |  |            |  |            |

A: Аланін

C: Цистеїн

D: Аспарагінова кислота

E: Глутамінова кислота

F: Фенілаланін

G: Гліцин

H: Гістидин

I: Ізолейцин

K: Лізин

L: Лейцин

M: Метіонін

N: Аспарагін

P: Пролін

Q: Глутамін

R: Аргінін

S: Серин

T: Треонін

V: Валін

W: Триптофан

Кодований геном білок за функціями належить до трансфераз, фосфопротеїнів. 
Задіяний у таких біологічних процесах, як пошкодження ДНК, репарація ДНК, убіквітинування білків, альтернативний сплайсинг. 
Локалізований у цитоплазмі, ядрі.